# (824) Anastasia
 Anastàsia és l'asteroide número 824. Va ser descobert per l'astrònom G. Neujmin des de l'observatori de Simeis (Ucraïna), el 25 de març de 1916. La seva designació alternativa és 1916 ZH.